# Leucosyrinx hemimeres
Leucosyrinx hemimeres é uma espécie de gastrópode do gênero Leucosyrinx, pertencente a família Pseudomelatomidae.